# أليخاندرو غاتيكير
أليخاندرو غاتيكير (بالإسبانية: Alejandro Gattiker)‏ مواليد 5 مايو 1958 في بوينس آيرس، الأرجنتين، هو لاعب كرة مضرب أرجنتيني سابق كان يلعب باليد اليمنى.

## روابط خارجية
- أليخاندرو غاتيكير على موقع رابطة محترفي التنس (الإنجليزية)
- أليخاندرو غاتيكير على موقع الاتحاد الدولي لكرة المضرب (الإنجليزية)
- أليخاندرو غاتيكير على موقع خلاصة التنس.كوم (الإنجليزية)